# 카즈사 층군
카즈사 층군은 간토평야의 기반을 이루는 해성퇴적층이다. 제3기 선신세~제4기 갱신세 고기까지의 일련의 해성층으로, 사암, 이암 및 응회질사력 등으로 되어 있으며 미우라 층군을 부정합으로 덮고 있다. 보소반도 남부와 타마 구릉에서는 널리 지표에 노출되어 있지만, 시모사 대지 및 무사시노 대지에서는 시모사 층군에 덮여 간토 지방의 기반을 이루고 있다. 모식지는 보소반도 중앙부의 요로 강에서 가쓰우라시에 걸친 강변이다. 하부에서부터 구로타키층, 가쓰우라층, 나니와층, 오하라층, 기와다층, 오타시로층, 우메가세층, 고쿠혼층, 가키노키층, 쵸난층, 가사모리층이 정합을 이룬다.

## 참고
- 地学団体研究会 編 『新版 地学事典』平凡社, 1996년. ISBN 4-582-11506-3